# Broșteni (Mehedinți)
Broșteni é uma comuna romena localizada no distrito de Mehedinți, na região de Oltênia. A comuna possui uma área de 29.11 km² e sua população era de 2982 habitantes segundo o censo de 2007.